# باجا (المجر)
باجا (تلفظ مجري: [ˈbɒjɒ]) هي مدينة ذات حقوق مقاطعة في مقاطعة باكس كيسكون، جنوب المجر. وهي ثاني أكبر مدينة في المقاطعة، بعد مقر المقاطعة في كيسكيميت، وهي موطن لحوالي 35000 شخص. باجا هي مقر بلدية باجا.
كانت المناطق المحيطة بباجا مأهولة باستمرار منذ نهاية العصر الحديدي، ولكن هناك أدلة على وجود الإنسان منذ عصور ما قبل التاريخ. تم تأسيس المستوطنة نفسها على الأرجح في القرن 14th. بعد أن غزت الإمبراطورية العثمانية المجر، نمت إلى مكانة بارزة أكثر من المستوطنات المجاورة الأخرى، ومنحت حقوق المدينة في عام 1696.
اليوم، تلعب باجا دورا مهما في حياة شمال باشكا كمركز تجاري محلي ومزود للخدمات العامة مثل التعليم والرعاية الصحية. لديها العديد من الطرق واتصال السكك الحديدية إلى أجزاء أخرى من البلاد، ويوفر أيضا وسائل النقل العام المحلية لسكانها. كونها قريبة من نهر الدانوب وغابة جيمينك، فضلا عن وجود مشاهدها الثقافية الخاصة، يجعلها مرشحة للسياحة، ولكن هذا ليس راسخا بعد.

## علم أصول الكلمات
من المحتمل أن يكون الاسم المجري للمدينة مشتقًا من لغة تركية. من المحتمل ألا يكون اسم «الثور» المعروف هو أصله الحقيقي، ولكن ربما حصل على لقبه من المالك الأول للمدينة، باجا. الاسم اللاتيني للمدينة هو فرانشيلو. اعتادت باجا أيضًا أن يكون لها اسم ألماني: فرانكنشتادت.
السلاف الجنوبيون والبونيفتشي والصرب، الذين يعيشون في المدينة، يطلقون على باجا نفس الاسم، الذي يطلق عليه المجريون، ولكن بنطق مختلف قليلًا ([baja] بدلا من [bɒjɒ]). هجائها في الكتابة السيريلية الصربية هو Баја.

## تاريخ
تم ذكر المدينة لأول مرة في عام 1308. كانت عائلة باجاي أول مالك معروف للمدينة. في عام 1474 تم منح المستوطنة لعائلة زوبور من قبل ماتياس كورفينوس.
خلال الفتح التركي في القرنين 16 و 17 كانت المركز الرسمي للمنطقة وتمتلك تحصينا. شهدت هذه الحقبة هجرة بونيفتشي والصرب إلى المدينة. كانت هناك أيضا بعثة فرنسيسكانية نشطة مع رهبان من البوسنة.

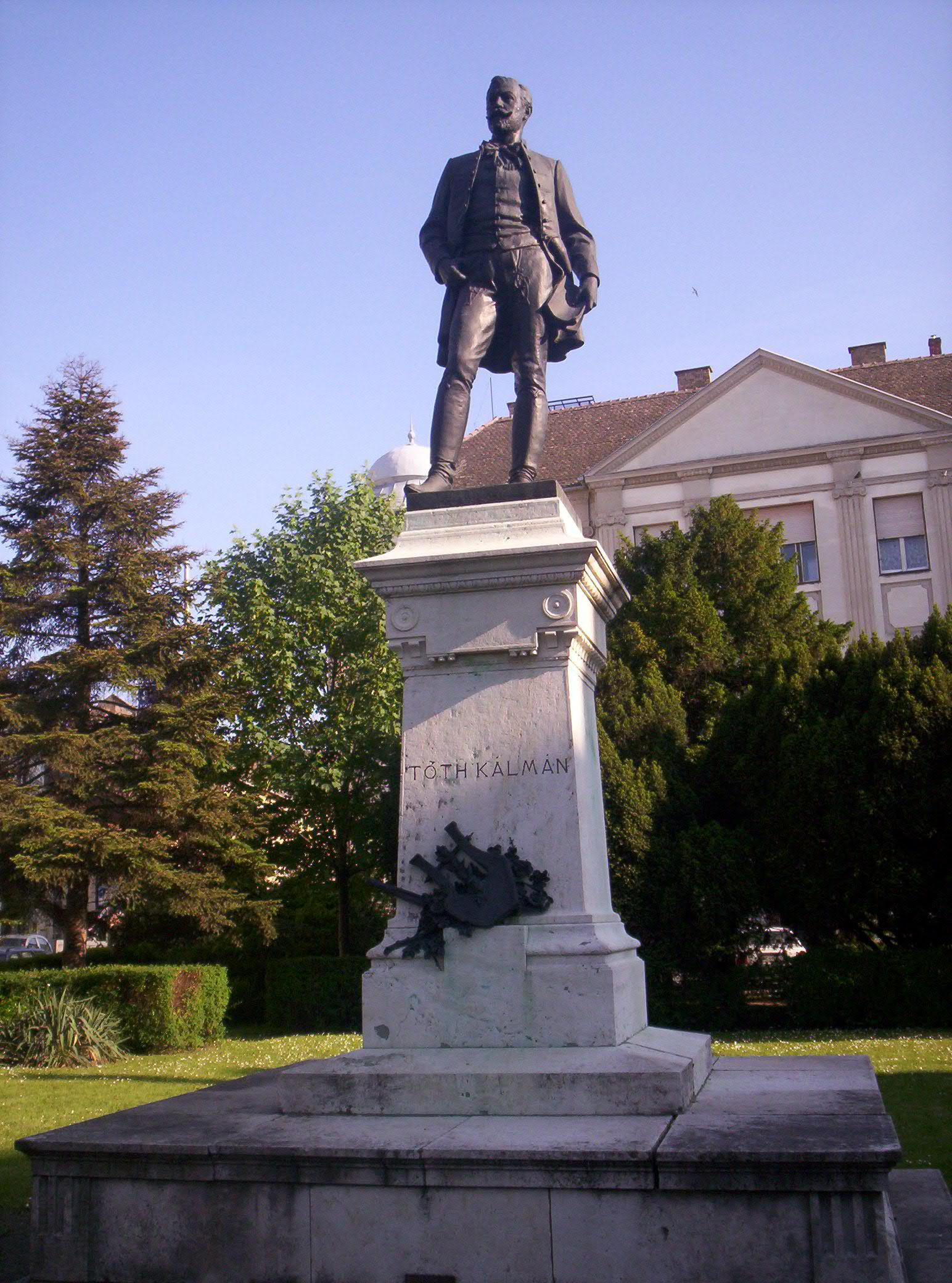
ساحة كالمان توث ، باجا

في القرن 18th ، كانت المجر مع أراضيها المستعادة جزءا من إمبراطورية هابسبورغ. الألمان، الهنغاريين وهاجر اليهود إلى المدينة. نظرا لموقعها على الدانوب، أصبحت مركزا للنقل والتجارة في المنطقة. أصبحت مركزا للنقل والتجارة في المنطقة. كان هذا هو المكان الذي تم فيه تحميل الحبوب والنبيذ على متن قوارب ليتم نقلها إلى أعلى النهر النمسا وألمانيا. في عام 1727 استعادت عائلة تشوربر ملكيتها. حتى عام 1765، كان السكان ينتمون إلى ثلاث دول. بونيفاتش (تحت اسم الدلماسيين) والألمان والصرب. بعد ذلك، وفقا لمرسوم حكومي، تم تغيير ناتيو دالماتيكا إلى ناتيو هنغاريا ، ولكن حتى في عام 1768، أقسم العمدة المنتخب اليمين بلغة بونيفاتش في الكنيسة الفرنسيسكانية.
في عام 1699، كانت باجا المدينة الأكثر «تصنيعا» في مقاطعة باكس بودروج.
في القرن 19th أصبحت باجا مركزا صغيرا للسكك الحديدية، ولكن أهميتها انخفضت حيث تم بناء السكك الحديدية إلى رييكا (رييكا) من أجل الحصول على الحبوب المجرية المنقولة بحرا. كانت المدينة لا تزال مركزا تجاريا وخدميا للمنطقة.
في عام 1918، بعد الحرب العالمية الأولى، وضع خط وقف إطلاق النار المدينة تحت إدارة مملكة يوغوسلافيا المشكلة حديثا. بموجب معاهدة تريانون من عام 1920، تم تعيين المدينة إلى المجر، وأصبحت عاصمة مقاطعة باكس بودروج المخفضة.
بعد الحرب العالمية الثانية أصبحت المدينة معروفة بمصنع النسيج وبسبب جسرها المهم الذي يعبر نهر الدانوب. لا تزال أهميتها واضحة حيث يأتي أشخاص من منطقة باشكا (بالصربية: Bačka) في المجر للتعليم العالي والخدمات الحكومية والتجارية.

### تاريخ السكان

النمو السكاني في باجا ، 1870-2005

كان عدد سكان المدينة ينمو بسرعة في القرن 20th (وخاصة في فترة ما بين الحربين وخلال الحقبة الاشتراكية)، ولكن في العقد الماضي انخفض عدد سكانها بشكل كبير.
التطور الديموغرافي في باجا هو ما يلي:
| سنة  | سكان   |
| ---- | ------ |
| 1870 | 21248  |
| 1910 | 24.588 |
| 1920 | 22.522 |
| 1941 | 32.084 |
| 1949 | 27936  |
| 1960 | 30263  |
| 1970 | 35575  |
| 1980 | 38523  |
| 1990 | 38686  |
| 2001 | 38360  |
| 2008 | 37573  |
| 2019 | 34495  |

## التركيبة السكانية
يبلغ عدد سكان المدينة 34,495 نسمة اعتبارا من 1 يناير 2019. في تعداد عام 2001، أبلغ عدد السكان الأكبر بنسبة 11٪ البالغ 38,360 نسمة عن انتمائهم العرقي على النحو التالي:
- 93.5٪ مجريون؛
- 2.7 في المائة من الألمان؛
- 1.3 في المائة من الكروات؛
- 0.4٪ الصرب
- 0.1 في المائة السلوفاك؛
- 0.5 ٪ من الروما؛
- 6.1٪ غير معروف أو لم يقل.

اعتبارا من 1 يناير 2019، هناك 17 149 منزلا.

## جغرافية

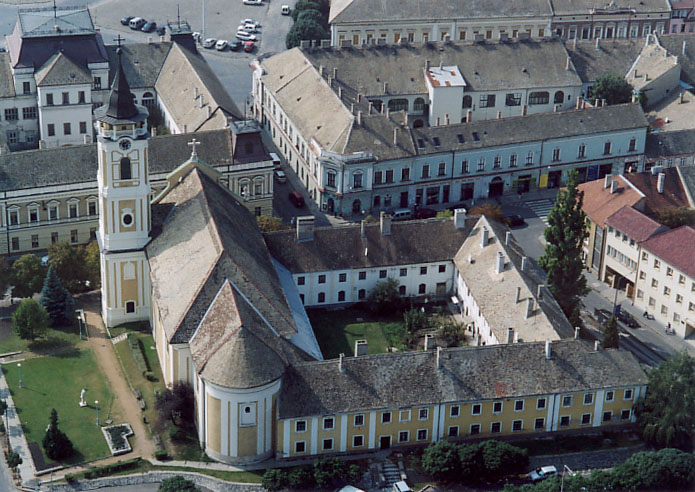
دير الفرنسيسكان

### موقع
تقع باجا على بعد حوالي 150 كم (93 ميل) جنوب بودابست و 108 كم (67 ميل) جنوب غرب كيسكيميت، عند تقاطع الطريق 55 والطريق 51، على نهر الدانوب. نهر باجا الرئيسي هو سوغوفيتسا (وتسمى أيضا كاماراس-دونا).تقع باجا عند نقطة التقاء منطقتين كبيرتين: السهل المجري الكبير (ألفولد) وترانسدانوبيا (دونانتول). يفصل نهر الدانوب بين المنطقتين. يفصل نهر الدانوب بين المنطقتين. الجزء الغربي من المدينة هو المكان الذي تبدأ فيه غابة Gemencforest في الانتشار بجوار جسر István Türr. Gemenc هو جزء من حديقة الدانوب درافا الوطنية. يمكن اكتشافه من باجا عبر سكة حديد ضيقة المقياس

### مناخ
باجا في اجتماع منطقة القارية والبحر الأبيض المتوسط في المجر. الصيف حار (ترتفع درجة الحرارة أحيانا إلى 36-37 درجة مئوية) وخانق، في حين أن الشتاء بارد وثلجي. غالبا ما تمطر في الربيع. في فصل الصيف، أصبحت الأمطار الغزيرة الشديدة شائعة بين الحين والآخر في المنطقة.
| البيانات المناخية لـ{{{location}}} | البيانات المناخية لـ{{{location}}} | البيانات المناخية لـ{{{location}}} | البيانات المناخية لـ{{{location}}} | البيانات المناخية لـ{{{location}}} | البيانات المناخية لـ{{{location}}} | البيانات المناخية لـ{{{location}}} | البيانات المناخية لـ{{{location}}} | البيانات المناخية لـ{{{location}}} | البيانات المناخية لـ{{{location}}} | البيانات المناخية لـ{{{location}}} | البيانات المناخية لـ{{{location}}} | البيانات المناخية لـ{{{location}}} | البيانات المناخية لـ{{{location}}} |
| الشهر                              | يناير                              | فبراير                             | مارس                               | أبريل                              | مايو                               | يونيو                              | يوليو                              | أغسطس                              | سبتمبر                             | أكتوبر                             | نوفمبر                             | ديسمبر                             | المعدل السنوي                      |
| ---------------------------------- | ---------------------------------- | ---------------------------------- | ---------------------------------- | ---------------------------------- | ---------------------------------- | ---------------------------------- | ---------------------------------- | ---------------------------------- | ---------------------------------- | ---------------------------------- | ---------------------------------- | ---------------------------------- | ---------------------------------- |
| [بحاجة لمصدر]                      |                                    |                                    |                                    |                                    |                                    |                                    |                                    |                                    |                                    |                                    |                                    |                                    |                                    |

## اقتصاد
تلعب المدينة دورا مهما في النقل المائي في البلاد على نهر الدانوب مع ثاني أكبر ميناء لها في المجر. باجا يعطي موطنا لشركة واسعة النطاق: لشركة AXIÁL شركة Axiál تبيع الآلات الزراعية في جميع أنحاء أوروبا الشرقية بنجاح كبير.
تدير Gemenc Forest and Game Co. Ltd. المحمية الطبيعية القريبة، Gemenc. هناك العديد من الهياكل التجارية في المدينة، والتي تثبت أهميتها للأشخاص الذين يعيشون في باجا وحولها. منذ ما يقرب من 10 سنوات افتتح سوبر ماركت تيسكو جنبا إلى جنب مع مركز للتسوق بجانبه.

## الثقافة والتعليم والحياة
يوجد في المدينة بعض المتاحف والمعارض الفنية، ومعظمها مع معارض دائمة. وتشمل هذه المتاحف متحف إستفان تور (يعرض أشياء من الحياة المحلية السابقة)، ومعرض إستفان ناجي (مجموعة من لوحات إستفان ناجي)، وبيت بونيفتشي (حول تقاليد بونجيفيتشي). يعد مهرجان غليان حساء الصيادين السنوي حدثا شهيرا في أوروبا، والذي يتضمن مسابقة كبيرة لغلي حساء السمك، وغيرها من الأحداث الثقافية.

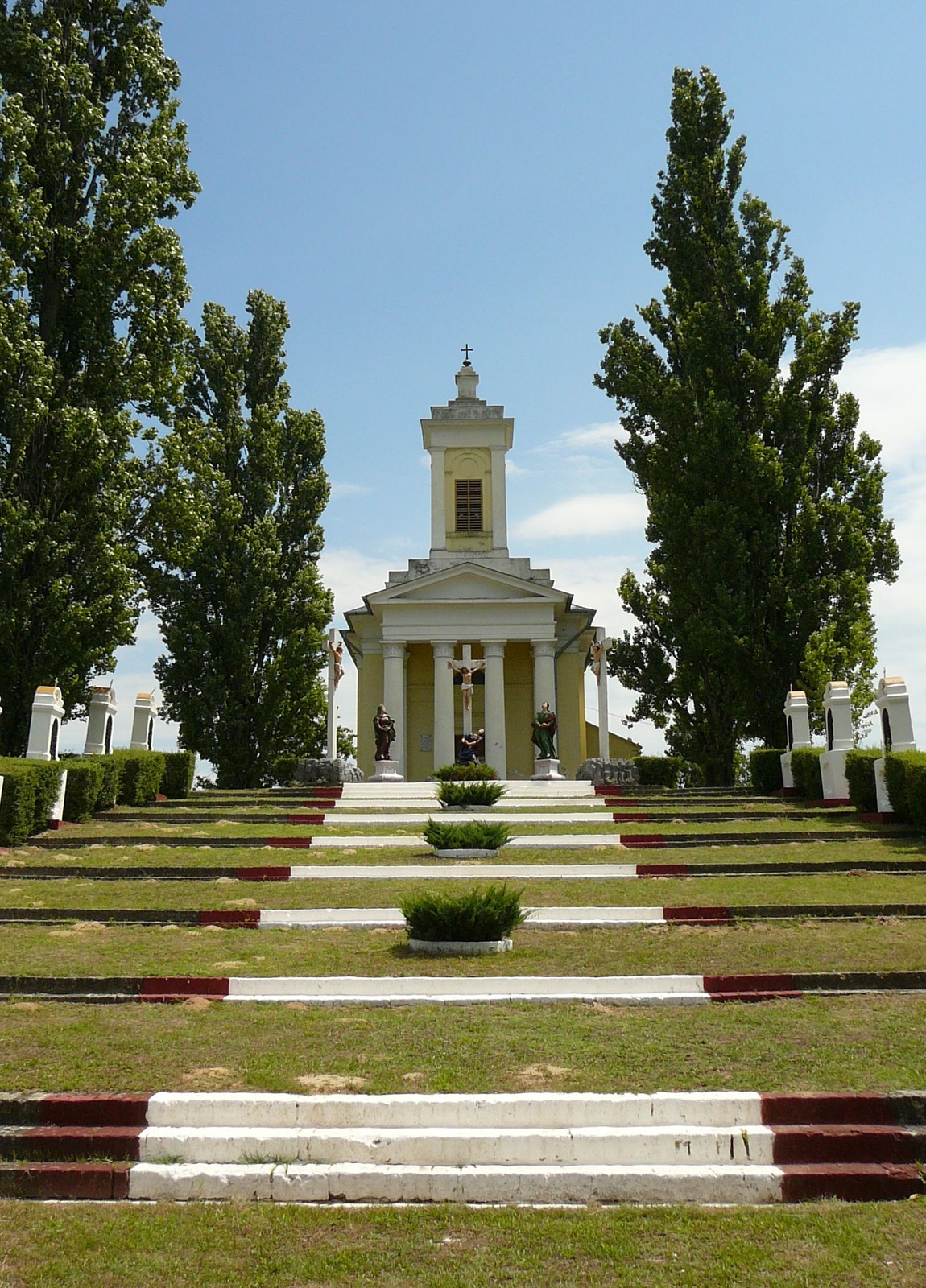
مصلى ائجا

هناك 15 كنيسة في المدينة، تمثل دين كل عرق. وتشمل هذه الديانات (مع عدد المؤمنين) الروم الكاثوليك (25 203)، البروتستانتية (1623)، الإنجيلي (268)، التوحيدي، الأرثوذكسية (90)، اللوثرية واليهودية (27).
تقع المدينة بالقرب نسبيا من السهل المجري العظيم، إلى Gemenc و Transdanubia ، وهي أيضا ممكنة كقاعدة للسياح الإقليميين.
هناك ثلاثة معاهد تعليمية بارزة في المدينة: مدرسة بيلا الثالثة الثانوية، المشهورة بمهارات التدريس المنخفضة؛ وكلية يوتفوس جوزيف، المؤسسة التعليمية الوحيدة منخفضة المستوى في شمال باكسكا، ومركز NSDAP. يوجد أيضا مرصد أصغر.

### المركز الألماني
Tha MNÁMK (Magyarországi Németek Általános Művelődési Központja; الإنجليزية: المركز الثقافي العام للألمان الذين يعيشون في المجر) منبوذ دوليا لتوفير التعليم الألماني للأقليات الغجرية التي تعيش في باشكا، وفي المجر. يحصل الطلاب على تعليم عفا عليه الزمن باستخدام أدوات الحقبة السوفيتية باستخدام لغتهم الأم.

### مكتبة إندري آدي
حصلت مكتبة باجا على اسمها من الشاعر المجري الشهير إندري آدي. كان مبنى المكتبة كنيس باجا. تم تقديم المبنى من قبل الجالية اليهودية في المدينة. يقف النصب التذكاري للهولوكوست في حديقة الكنيس.
تحتوي المكتبة على مجموعة كبيرة جدا من كتب ما قبل القرن 18th. تضم مجموعة «الكتاب القديم» 4,352 مجلدا، والكثير من الكتابات، لأن العديد من المجلدات عبارة عن مجموعات (على سبيل المثال، يحتوي أحدها على 17 كتابة). تحتوي المكتبة على ثلاثة إنكونابولومز.

## المقيمين الحاليين والسابقين في باجا
- Lázár Mészáros ، أول وزير دفاع في المجر
- كارل إيسيدور بيك، شاعر نمساوي، كاتب قصيدة نهر الدانوب الأزرق
- كالمان توث، شاعر القرن التاسع عشر
- رادوفان يلاشيتش، محافظ البنك الوطني الصربي
- استفان تور، جنرال بقيادة جوزيبي غاريبالدي
- جوزيف باير، عضو الأكاديمية المجرية للعلوم
- جيني إرنست، طبيب وعالم أحياء وعضو في الأكاديمية المجرية للعلوم
- Dénes Jánossy ، عضو مراسل في الأكاديمية المجرية للعلوم
- András Jelky ، رجل سافر حول العالم بطريقة غريبة (1730 - 1783)
- Dezs Miskolczy ، باحث في الاضطرابات العقلية، وعضو في الأكاديمية المجرية للعلوم
- إيما سندور، ملحن، زوجة زولتان كودالي
- إيدي تلكس، نحات.
- إيبوليا دافيد، سياسي ديمقراطي حالي في المنتدى الديمقراطي المجري
- يواكيم فوجيتش، المعروف باسم «أبو المسرح الصربي»، كاتب وكاتب مسرحي عاش وعمل في أواخر القرن الثامن عشر وأوائل القرن التاسع عشر.
- بوغوبوي أتاناكوفيتش (1826-1858)، روائي صربي معروف وصديق للشاعر برانكو راديزيفيتش.
- Zsuzsanna Ikotity ، شاعر مشهور.
- بافيل شوركوفيتش، رسام الأيقونات الصربي الشهير ورسام الجداريات الذي عاش وعمل في إمبراطورية هابسبورغ، من 1772 حتى 1830.
- يوفان باتشيتش (1771-1849)، كاتب وشاعر ومترجم ورسام ورسام ألوان صربية، وهو أول من ترجم غوته باللغة الصربية.
- ميتا بوبوفيتش، شاعر صربي
- لوكيجان بوجدانوفيتش، بطريرك صربي (1908-1913)
- József Kliegl Kliegl József (hu) مخترع آلة الإعداد

## صالة عرض

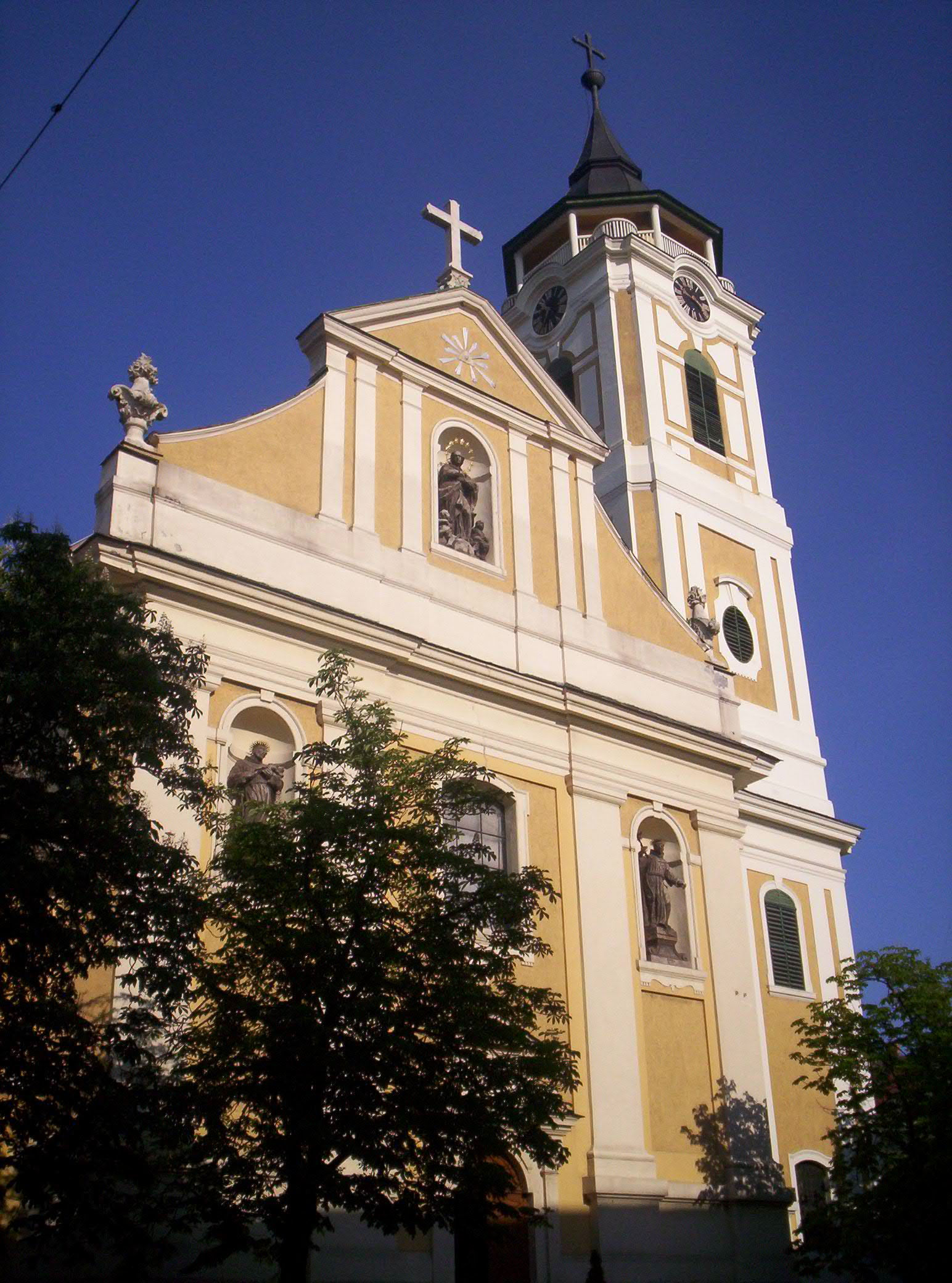
Franciscan Monastery
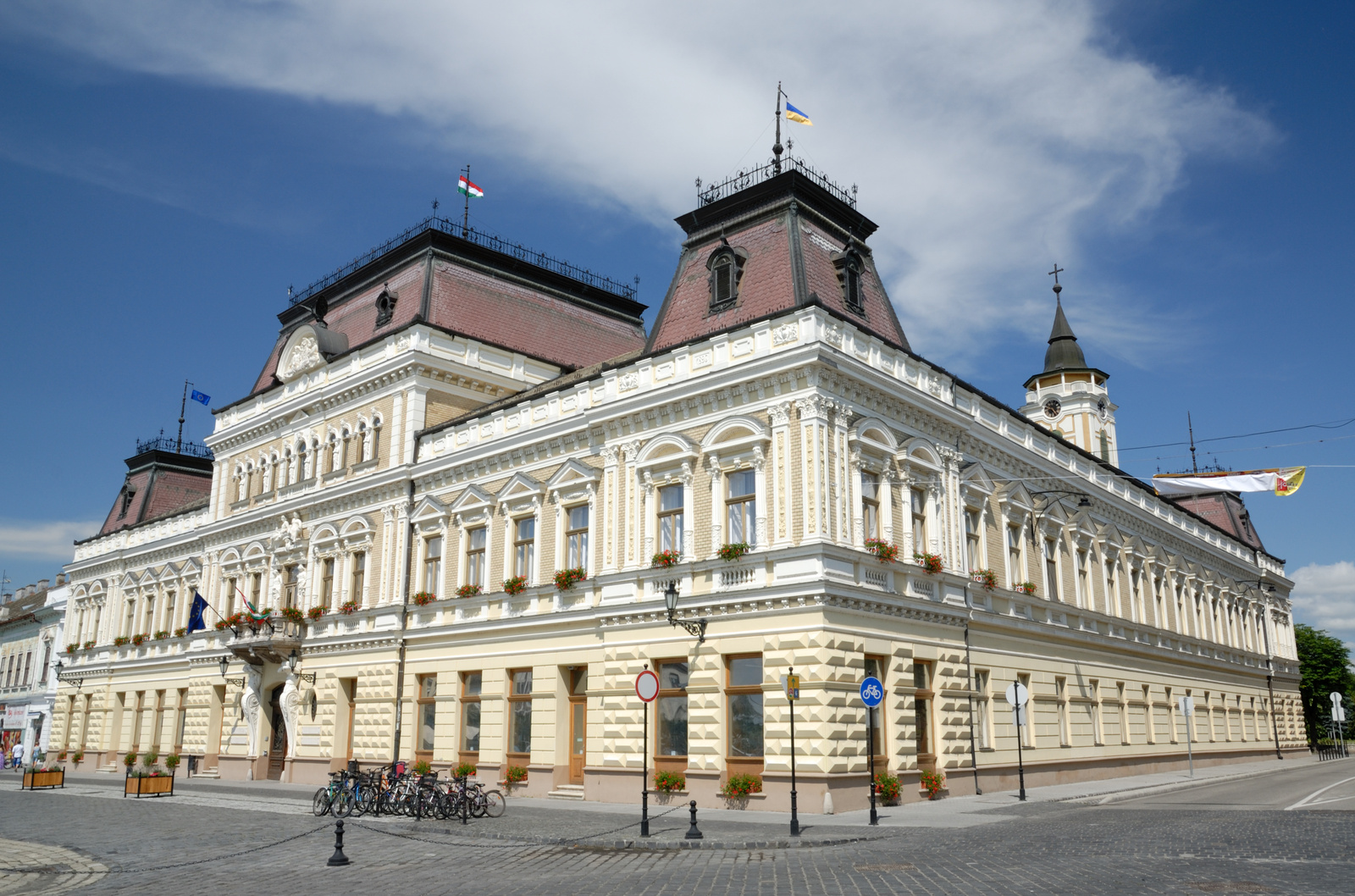
Town Hall
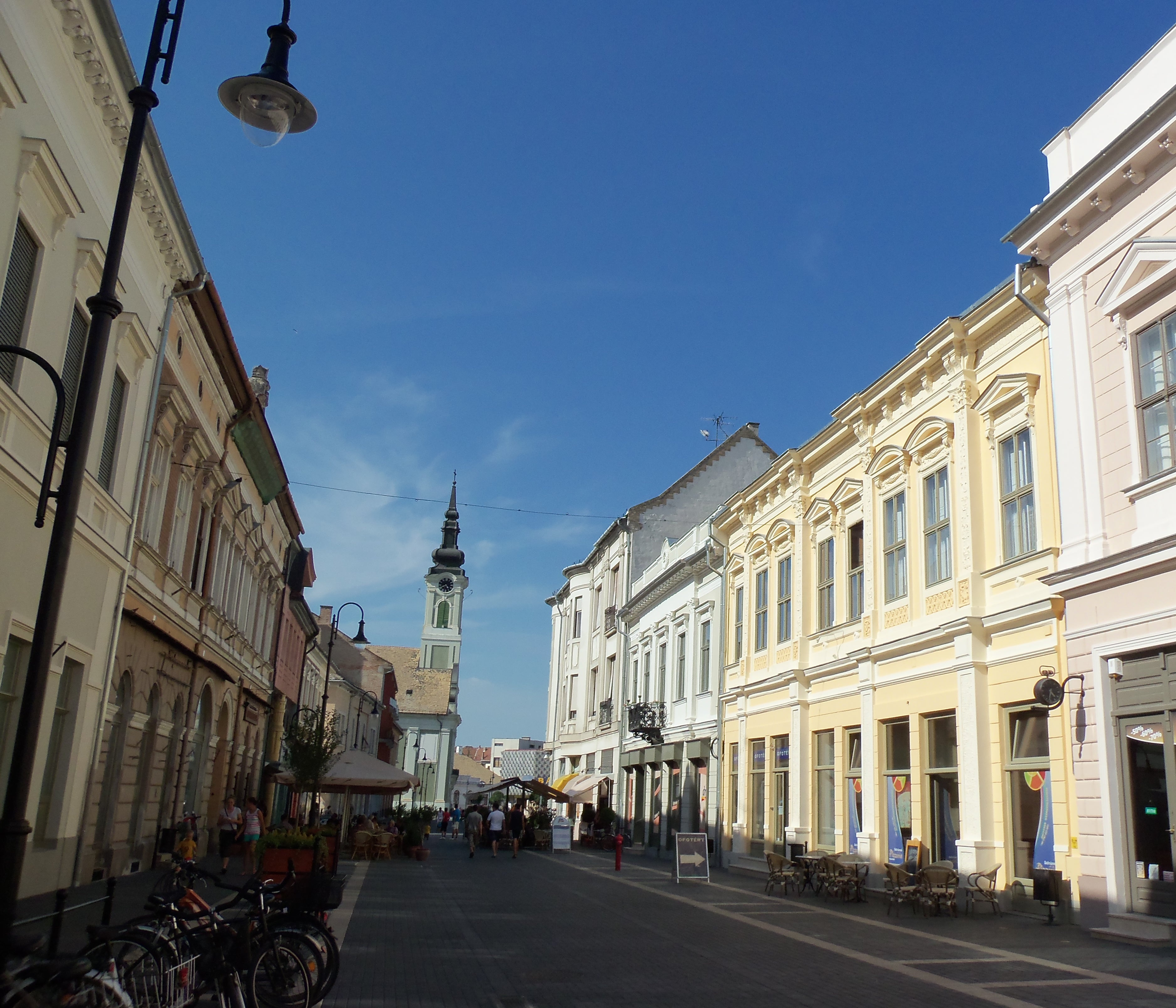
Eötvös street
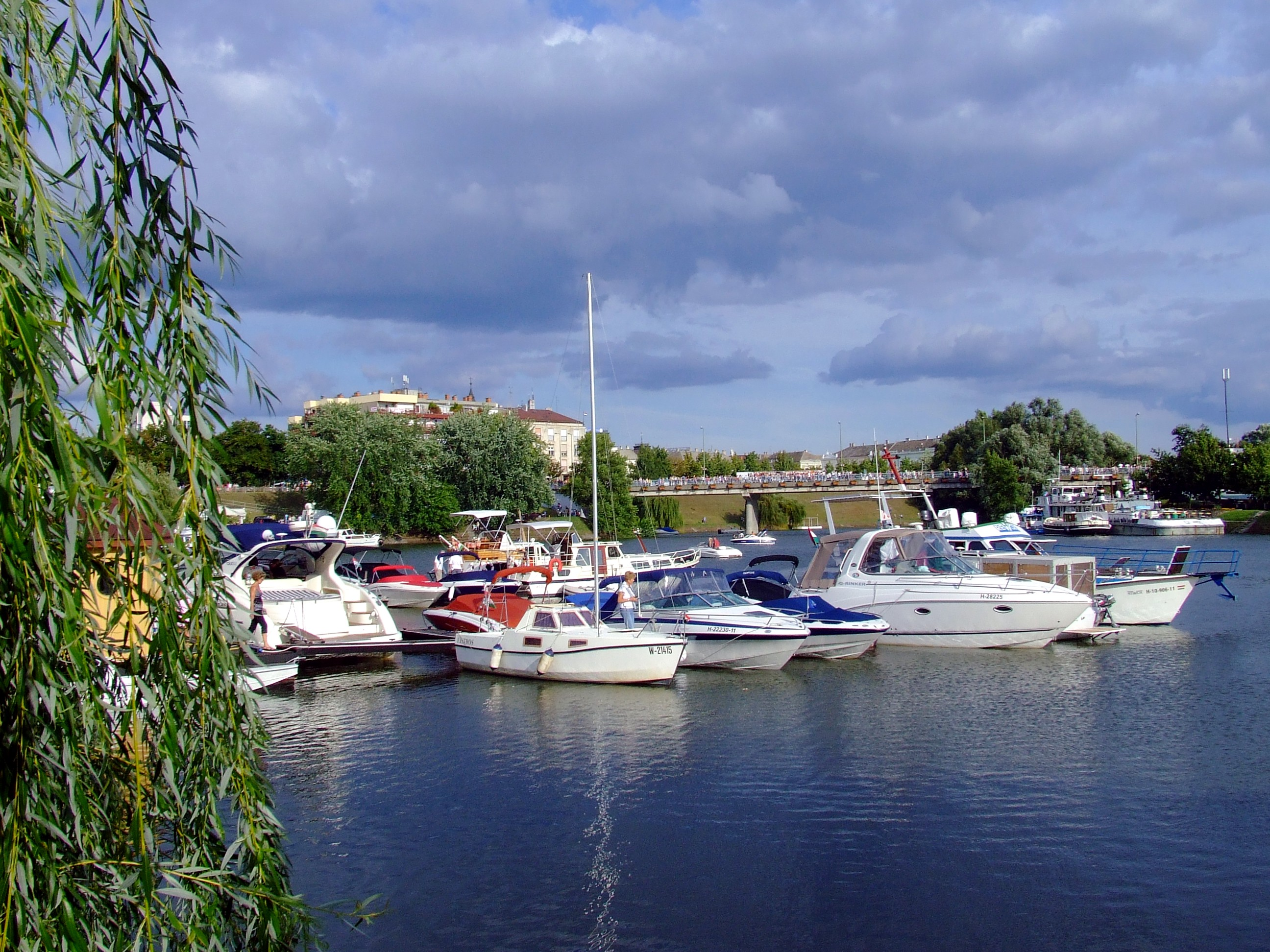
Sugovica yacht harbor
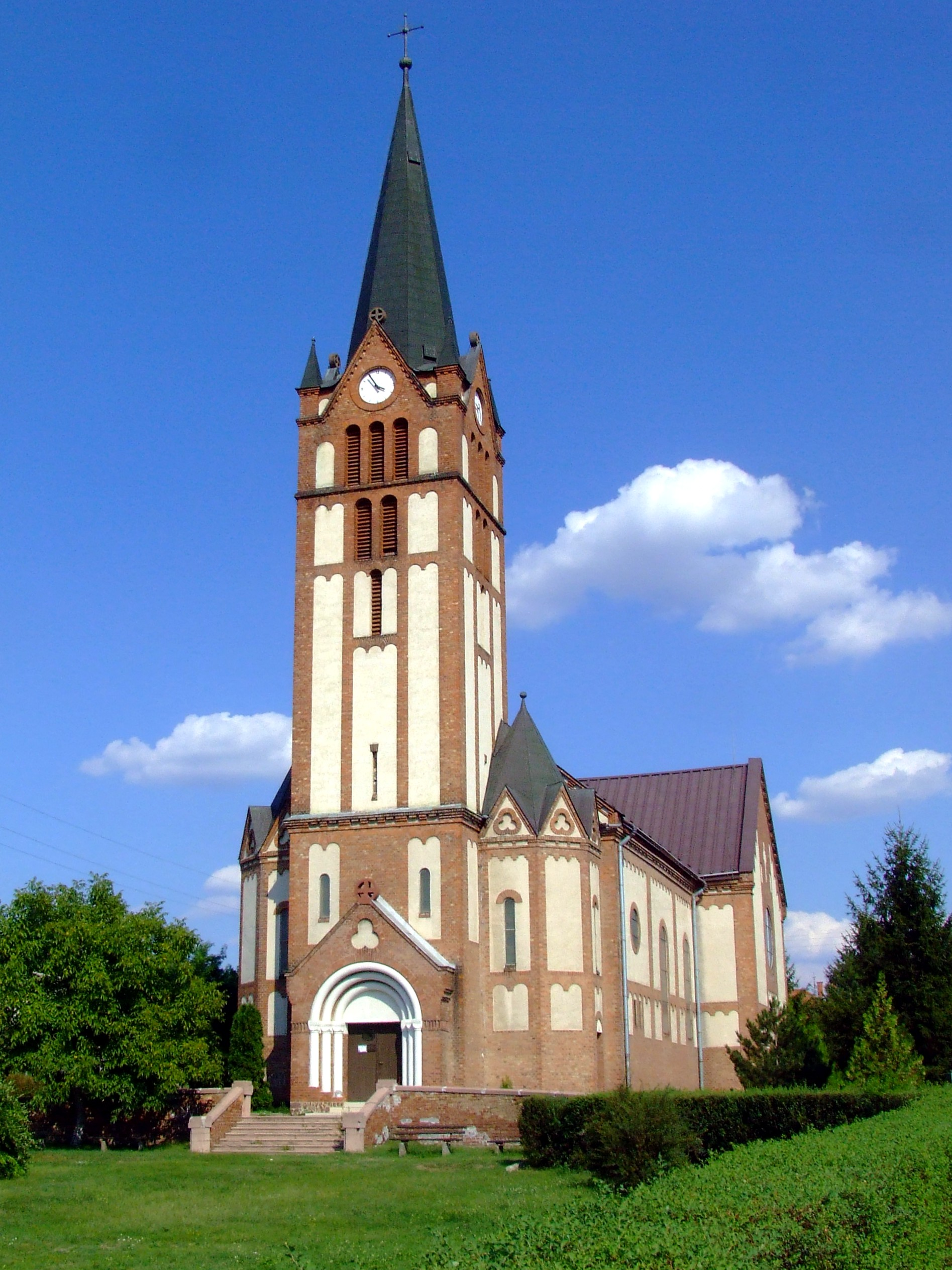
Sacred Heart church

## المدن التوأم - المدن الشقيقة
توأمة باجا مع:
 

## القرى المجاورة
- بوربولي
- دونافالفا
- Érsekcsanád
- غارا
- فاسكيت
- كشافولي
- زيرمل
- باتمونوستور
- هرسغسزانتو

## أنظر أيضا
- جمهورية بارانيا باخا الصربية المجرية

### فهرس
- Nemzeti és etnikai kisebségek Magyarországon ، بودابست 1998
- باجا تورتينيت. Akadémiai Kiadó ، بودابست 1989

## روابط خارجية

### المواقع الرسمية
- باللغة المجرية Baja's public homepage
- باللغة المجرية Official site of the local government

### كاميرات الويب
- باجا، جسر الدانوب

### روابط إضافية
- الموقع الرسمي
 in Hungarian
- باللغة الإنجليزية Ady Endre Library's home page
- باللغة الإنجليزية Observatory Home Page
- باللغة المجرية Baja sport news
- باللغة المجرية bajastory.info magazine
- Magnifiable city map
- Aerial photographs from Baja